# Advanced Weather Interactive Processing System
Advanced Weather Interactive Processing System (AWIPS) (système de traitement interactif météorologique avancé) est un logiciel de traitement, d'affichage et de télécommunications avancé des données et prévisions utilisé dans les bureaux du National Weather Service (NWS) des États-Unis. 
AWIPS ingère les données météorologiques, hydrologiques, satellitaires et radar, les traitent et les distribuent vers les 135 bureaux de prévisions météorologiques et centres de prévisions fluviales à l'échelle nationale. Les météorologues en opérations utilisent les capacités d'AWIPS pour effectuer des prévisions météorologiques, hydriques et climatiques, ainsi que pour diffuser des alertes pour les phénomènes dangereux aux populations.
La conception architecturale du système AWIPS permet de facilement l'étendre à de nouvelles fonctionnalités, ainsi qu'à l'augmentation des capacités du réseau et du traitement des données. Il est aussi conçu pour que les logiciels et les données puissent être adaptés à de nouvelles plates-formes à mesure que la technologie évolue.

## Histoire
L'AWIPS a remplacé le système d'affichage antérieur appelé AFOS, devenu obsolète et très difficile à entretenir. La première mouture fut développée et maintenu par PRC, Inc (acquis plus tard par Northrop Grumman Information Technology) et l'installation s'est achevée en 1998. Cependant, une formation pour le logiciel fut publiée dès 1996.
En 2005, Raytheon est devenu le partenaire du NWS pour les opérations, l'entretien et l'évolution d'AWIPS. Il s'agissait d'un contrat de cinq ans avec cinq conditions d'attribution d'un an pour un contrat potentiel maximal de 10 ans. Raytheon a fait équipe avec Keane Federal Systems, Globecomm Systems Inc., GTSI Corp. , ENSCO , Reston Consulting Group, Fairfield Technologies et Earth Resources Technology pour assurer toutes les facettes du contrat.
Raytheon a conçu, développé et publié une nouvelle génération du logiciel et des serveurs, appelé AWIPS II, ayant une nouvelle architecture orientée services (AOS),. Son déploiement a débuté fin 2011 et comporte un code qui améliore les performances du système tout en réduisant la charge de maintenance, tout en conservant une apparence et une sensation d'utilisation similaire pour l'utilisateur.

## Description
AWIPS II est un logiciel client–serveur consistant d'un serveur informatique Enterprise Data Exchange (EDEX) relié à de multiples applications sur des stations de travail dont la plus importante est afficher une variété de données et images météorologiques. Les applications et les stations communiquent par Hypertext Transfer Protocol (HTTP) et Java Message Service (JMS). Le tout est basé sur une architecture orientée services (AOS) ce qui veut dire que les applications n'ont pas à connaître le traitement effectué par le serveur, seulement comment les afficher.

## Caractéristiques

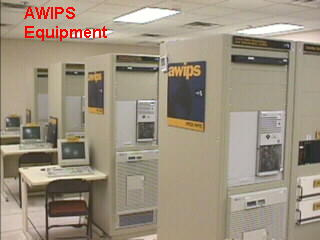
Serveurs AWIPS de première génération.

Les caractéristiques les plus récentes :
- Logiciel open source permet un entretien à faible coût, une stabilité et une amélioration continue ;
- Variété de types de données météorologiques traitées en temps réel et affichées tout en permettant une manipulation du météorologue ;
- Cartes de données ou de prévision, ainsi que les images comme celle des radars, s'affichant et peuvant être zoomées ou déplacées presque instantanément ;
- Résolution la plus élevée disponible pour chaque données ;
- Génération de textes automatisés qui permet d'émettre rapidement des alertes météorologiques ;
- Utilisable sur des ordinateurs portables reliés aux serveurs ce qui permet aux prévisionnistes de travailler sur place lors de situations d'urgences environnementales.

## Utilisateurs

### National Weather Service
Chaque poste de travail AWIPS dans les bureaux du NWS se compose de trois moniteurs graphiques et d'un poste de travail texte. Les trois postes de travail graphiques sont capables d'afficher jusqu'à 15 fenêtres différentes, chacune contenant son propre affichage des informations météorologiques. Les prévisionnistes interrogent l'imagerie radar et satellite, les données sur la foudre, les données en altitude générées par les ballons météorologiques, les conditions météorologiques observées à la surface et une pléthore de modèles de guidage numériques. Ces champs peuvent être mis en boucle, zoomés et même superposés les uns sur les autres. Un poste de travail textuel est utilisé pour préparer et diffuser les produits de prévision et d'alerte ainsi que pour examiner les observations textuelles et les discussions météorologiques.

### NCEP
Une version pour les centres nationaux de prévision, appelée N-AWIPS, a été distribuée dès 1997. Les centres l'utilisent pour la prévision à l'aviation (Aviation Weather Center), l'hydrologie et les précipitations (Weather Prediction Center), les orages violents et feux de forêt (Storm Prediction Center), le prévision maritime (Ocean Prediction Center), ainsi que pour les ouragans (National Hurricane Center), les données climatiques (Climate Prediction Center).
Ces centres ont accès avec N-AWIPS à des sorties de modèles de prévision numérique du temps et des données spécialisées dans leur domaine spécifique en plus des informations accessibles dans les bureaux régionaux du NWS. Ainsi les météorologues du centre des ouragans peuvent consulter plusieurs modèles à très haute résolution sur les ondes de tempête et le développement des cyclones tropicaux, qui peuvent même être expérimentaux.

### UCAR
AWIPS fut modifié par UCAR Unidata pour les institutions membres de l'University Corporation for Atmospheric Research (UCAR). Ce regroupement sans but lucratif a pour but d'augmenter le potentiel informatique et observationnel de ses membres et avec AWIPS, ils peuvent utiliser et partager une plateforme commune pour l'acquisition et le traitement des données météorologiques et hydrologiques. Le logiciel sert autant à la recherche qu'à la formation universitaire.
En retour, les chercheurs universitaires font bénéficier le National Weather Service d'améliorations qu'ils ont pu faire grâce à AWIPS. Ainsi le traitement des données des nouveaux capteurs des satellites GOES-R à U sont utilisées pour extraire un plus grand nombre d'informations sur les nuages, la foudre et les précipitations. Le traitement mène à des modifications d'AWIPS afin de pouvoir les afficher.